# Resolutie 1266 Veiligheidsraad Verenigde Naties
Resolutie 1266 van de Veiligheidsraad van de Verenigde Naties werd op 4 oktober 1999 unaniem aangenomen door de VN-Veiligheidsraad.

## Achtergrond
Op 2 augustus 1990 viel Irak zijn zuiderbuur Koeweit binnen en bezette dat land. De Veiligheidsraad veroordeelde de inval onmiddellijk en later kregen de lidstaten carte blanche om Koeweit te bevrijden. Eind februari 1991 was die strijd beslecht en legde Irak zich neer bij alle aangenomen VN-resoluties. In 1995 werd met resolutie 986 het
olie-voor-voedselprogramma in het leven geroepen om met olie-inkomsten humanitaire hulp aan de Iraakse bevolking te betalen.

## Inhoud
De Veiligheidsraad:
- Herinnert aan zijn voorgaande resoluties, en vooral 986, 1111, 1129, 1143, 1153, 1175, 1210 en 1242.
- Herinnert ook aan het rapport van de secretaris-generaal.
- Wil de humanitaire situatie in Irak verbeteren.
- Bevestigt de soevereiniteit en territoriale integriteit van Irak.
- Handelt onder Hoofdstuk VII van het Handvest van de Verenigde Naties.

1. Besluit het totaalbedrag waarvoor landen Iraakse olie en olieproducten mogen invoeren op te trekken tot 3,04 miljard Amerikaanse dollar in de periode van 180 dagen die op 25 mei aanving.
2. Besluit om op de hoogte te blijven.

## Verwante resoluties
- Resolutie 1210 Veiligheidsraad Verenigde Naties (1998)
- Resolutie 1242 Veiligheidsraad Verenigde Naties
- Resolutie 1275 Veiligheidsraad Verenigde Naties
- Resolutie 1280 Veiligheidsraad Verenigde Naties

Lijst ·  1220 ·  1221 ·  1222 ·  1223 ·  1224 ·  1225 ·  1226 ·  1227 ·  1228 ·  1229 ·  1230 ·  1231 ·  1232 ·  1233 ·  1234 ·  1235 ·  1236 ·  1237 ·  1238 ·  1239 ·  1240 ·  1241 ·  1242 ·  1243 ·  1244 ·  1245 ·  1246 ·  1247 ·  1248 ·  1249 ·  1250 ·  1251 ·  1252 ·  1253 ·  1254 ·  1255 ·  1256 ·  1257 ·  1258 ·  1259 ·  1260 ·  1261 ·  1262 ·  1263 ·  1264 ·  1265 ·  1266 ·  1267 ·  1268 ·  1269 ·  1270 ·  1271 ·  1272 ·  1273 ·  1274 ·  1275 ·  1276 ·  1277 ·  1278 ·  1279 ·  1280 ·  1281 ·  1282 ·  1283 ·  1284